# Jánovas
 (août 2016).
Jánovas (en aragonais Chanovas) est une localité espagnole appartenant à la municipalité de Fiscal, dans le Sobrarbe, province de Huesca, Aragon. Après l'expulsion de la plupart des habitants au cours des années 1960 en raison du projet de barrage de Jánovas, qui n'a finalement jamais vu le jour, seuls deux hommes y sont restés jusqu'en 1984. Le village est depuis inhabité.

## Histoire
Au début du XXe siècle, Jánovas était un des villages les plus prospères du Sobrarbe et le plus important du cours central de la rivière Ara. Vers 1900, il compte environ 200 habitants.
À partir du début des années 1960, le projet de construction du barrage de Jánovas entraîne l'expropriation et l'expulsion forcées de quelque cent cinquante familles des villages de Jánovas, de Lavelilla et de La Cort de Tricas sur les rives de la rivière Ara, mais l'expulsion affecta aussi les villages d'Albella, de Ligüerre de Ara, de Javierre de Ara, de Santa Olaria, de Burgasé et d'autres villages de la vallée de la Solana.
Après les expropriations forcées, à la suite du refus de quelques villageois de partir, l'entreprise Iberduero dynamite certaines maisons vides sans prendre aucune mesure de sécurité pour protéger les personnes (dont des enfants) qui continuaient à résider dans le village. Malgré l'interdiction de l'inspection scolaire de Huesca de fermer l'école tant qu'il y aurait des enfants, l'entreprise Iberduero décide par elle-même de fermer l'école, et le 4 février 1966 un ouvrier de l'entreprise défonce la porte, saisit la maîtresse par les cheveux pour la faire sortir et met les enfants dehors à coups de pied.
La dévastation des maisons et la fermeture de l'école rendent la vie impossible dans le village de Jánovas et les alentours. L'entreprise Iberduero détruit les cultures et les canaux d'irrigation, abat les arbres fruitiers et les oliviers et coupe l'eau et l'électricité. Néanmoins, la construction du barrage est reportée. Les hostilités durent jusqu'en 1984, l'année où Emilio Garcés et Francisca Castillo, sont contraints à abandonner leur maison après vingt ans de résistance solitaire à l'expropriation.
En 2001, après des années de mobilisation, de poursuites judiciaires et d'interventions écologistes, le projet fait l'objet d'un rapport sur l'impact environnemental, conformément aux nouvelles normes européennes. Le résultat est négatif, mais le projet n'est officiellement rejeté qu'en 2005.
En juin 2008, le ministère de l'Environnement espagnol publie l'expiration des concessions pour les centrales hydroélectrique de Fiscal et de Jánovas, sur la rivière Ara, et d'Escalona-Boltana sur la rivière du Cinca, définies dans l'arrêté ministériel du 28 mars 1951. L'expiration des concessions est motivée par « l'impossibilité de réaliser le barrage de Jánovas ».
C'est alors que commence un processus bureaucratique avec l'envoi au concessionnaire de l'époque, Endesa, de demandes de restitution et de compensation. Mais tant l'entreprise Endesa que la confédération hydrographique de l'Èbre soutiennent qu'il était juste de payer ce que prévoit la loi dans ces cas, c'est-à-dire le prix d'expropriation mis à jour conformément à l'indice des prix à la consommation, mais sans retenir l'expulsions, les mauvais traitements, le harcèlement de centaines de personnes, l'état actuel des édifices (totalement en ruines) et les cinquante années écoulées sans pouvoir tirer profit des propriétés,,.

## Actualités
En 2016, notamment sous l'impulsion des fils d'Emilio Garcés et Francisca Castillo, entrepreneurs de bâtiment et travaux publics, deux bâtiments sont reconstruits (le four à pain et la Casa del Pueblo) et deux autres sont en cours, dont la Casa Castillo, pratiquement achevée en 2018.